# Artificial Girl 2
Artificial Girl 2 (人工少女 2, Jinkou Shoujo 2) é um jogo erótico (hentai) totalmente em 3D, desenvolvido pela Illusion. Também é sequência de Artificial Girl.
No início do jogo, o jogador molda uma garota, escolhendo cor de cabelo, cor de olhos, cor de pele, tamanho dos seios, tipo sanguíneo (que segundo crenças japonesas afeta a personalidade de uma pessoa).
Após isso, ele é transportado a uma ilha, na qual o jogador deverá satisfazer a garota criada, baseando-se na conversa e ações. Ao fazê-la feliz, o jogador será "recompensado".
Diferente de outros jogos da Illusion, o Artificial Girl 2 não possui violência, estupros, ou qualquer tipo de humilhação.

## Ligações Externas
- Site Oficial do Jogo (Japonês)
- Artificial Girl 2 Documentation WIKI - Fansite do Jogo (Inglês)
- Artificial Girl 2 Imagens e descrição (Inglês)